# Willi Müller (Fußballfunktionär)
Willi Müller (* 1911; † 18. Dezember 2004) war ein deutscher Schuhfabrikant und zwischen 1970 und 1977 Präsident des 1. FC Kaiserslautern. Zudem war er Träger der Goldenen Ehrennadel und des Goldenen Ehrenrings des Vereins.
Müller hatte sich mit seiner Fabrik auf Luxusschuhe für Frauen spezialisiert und 1957 zunächst einen Produktionsübernahmevertrag mit Salamander geschlossen. Später verkaufte er seine Waldfischbacher Fabrik komplett an Salamander.
Er wurde am 20. März 1970 zum Präsidenten des 1. FC Kaiserslautern gewählt und folgte damit Hans Adolff, der Direktor der Kammgarnspinnerei war. Müller war 1971 der einzige Präsident eines Bundesligaclubs, der sich allein auf den Verein konzentrierte und keinem weiteren Beruf nachging. In seiner Amtszeit bestritt der 1. FC Kaiserslautern am 13. September 1972 sein erstes Europapokalspiel und erreichte 1972 und 1976 das DFB-Pokal-Finale. Müller holte 1972 Klaus Toppmöller von Eintracht Trier. Der Stürmer ist mit 108 Toren bis heute Rekordtorschütze des FCK. Auch Ronnie Hellström und Hans-Peter Briegel debütierten in Müllers Amtszeit für den 1. FC Kaiserslautern.
Müller ließ Schiedsrichter und Linienrichter durch seine Schuhfabrik führen und platzierte für sie am Ausgang Pakete zum Mitnehmen. Der Spiegel kommentierte 1977, dass Siege der Gastmannschaften in Kaiserslautern damals selten waren. Müller gilt als Gründervater des Frauenfußballs beim 1. FC Kaiserslautern. Die Abteilung Damenfußball wurde 1970 gegründet. Am 7. März 1977 wurde Müller von Jürgen Friedrich abgelöst, der zu dieser Zeit der erste ehemalige Fußballprofi als Präsident eines Bundesligaclubs war.